# Hermann A. Widemann

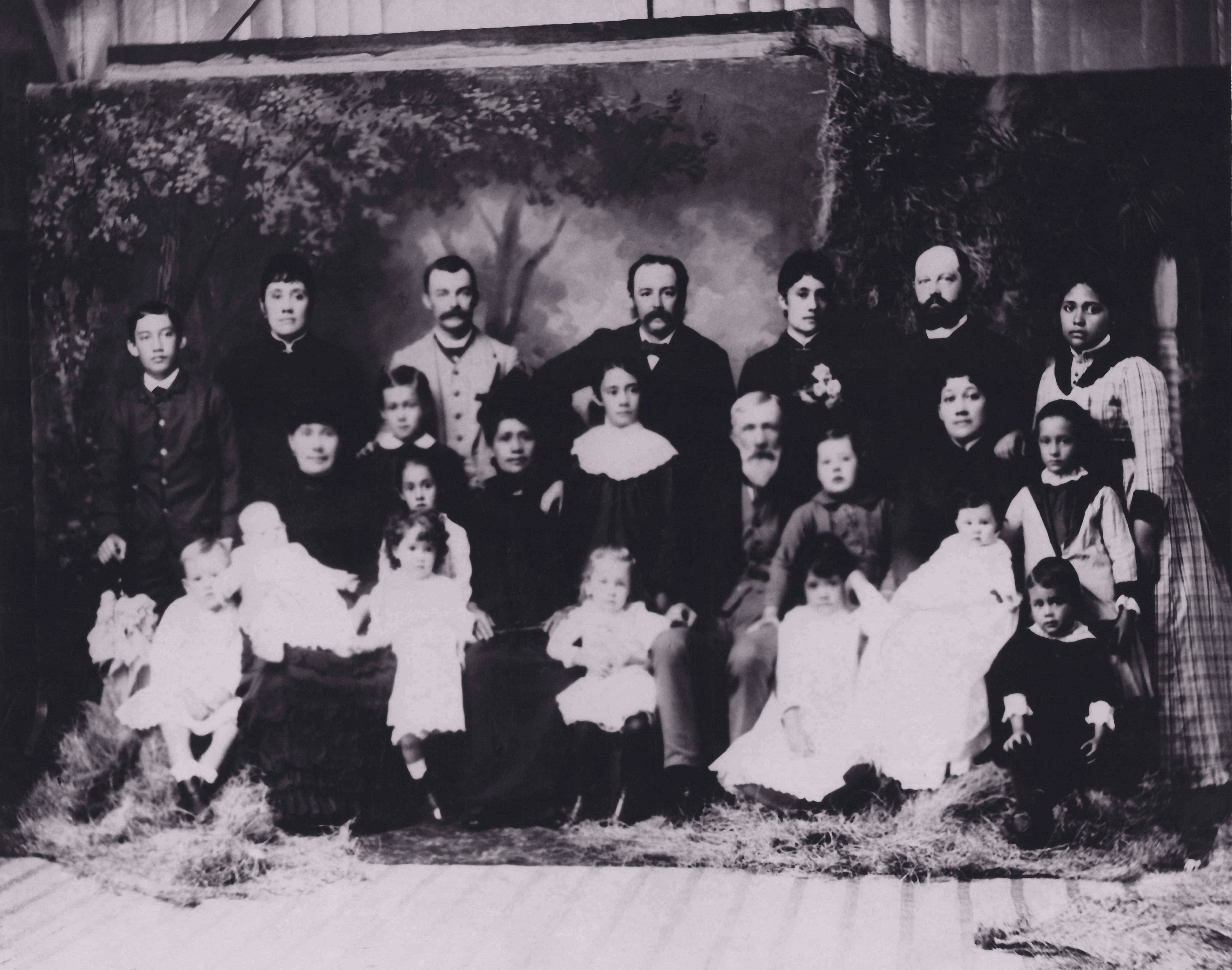
Widemann con su familia en 1886.

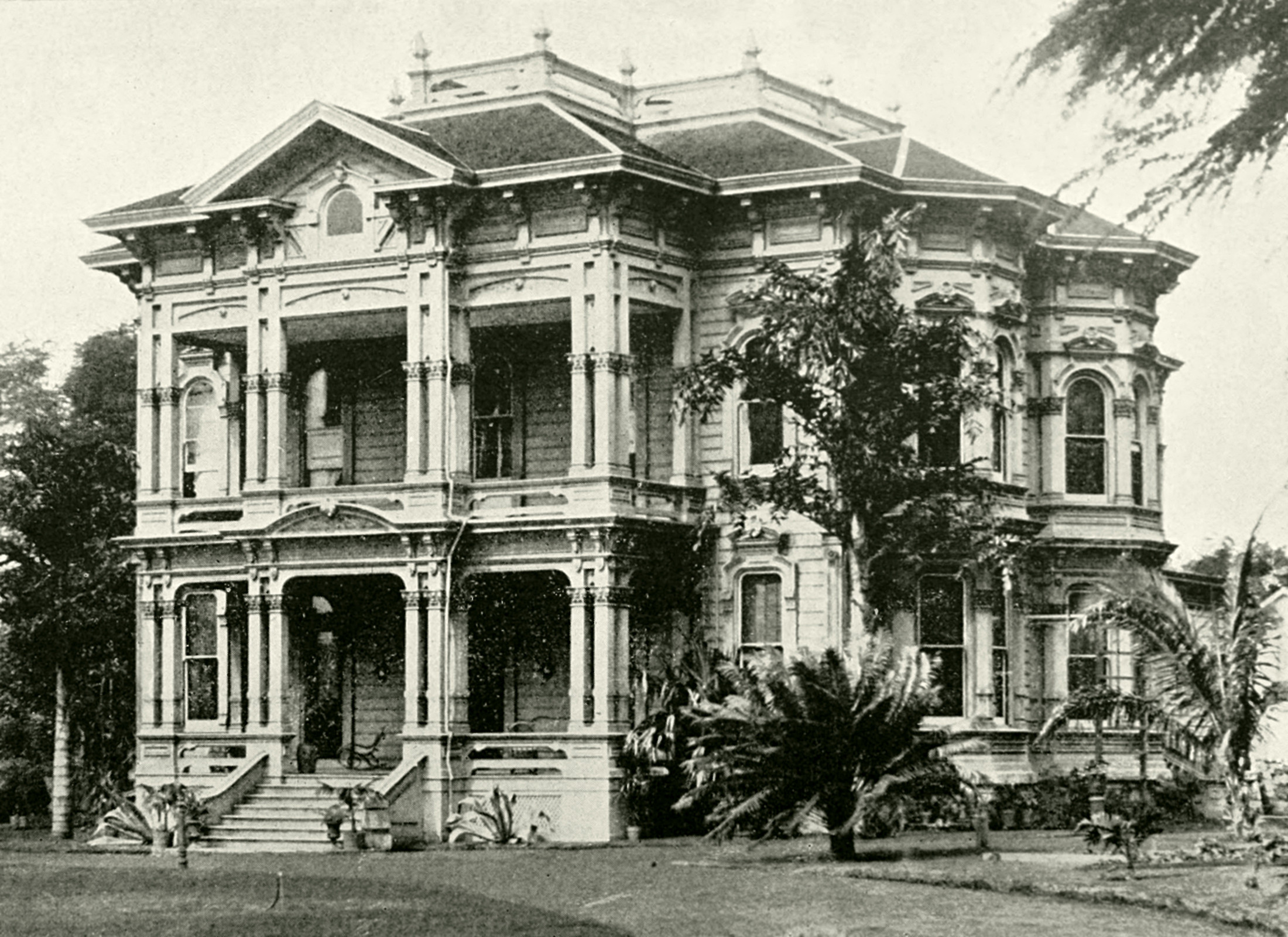
Residencia de Widemann en Honolulu (1900).

Hermann Adam Widemann (Hannover, 24 de diciembre de 1822-Honolulu, 7 de febrero de 1899) fue un hombre de negocios alemán, juez y miembro del gabinete del Reino de Hawái.

## Biografía
Nació en Hannover, Alemania, el 24 de diciembre de 1822.
De adolescente trabajó en un barco ballenero. Se fue a vivir a las islas hawaianas en 1846, después de parar de trabajar en 1843. Por poco tiempo participó en la Fiebre del oro de California en 1849, pero regresó después de que su compañero John von Pfister fuera asesinado.: 149 
En 1854 casó con una nativa hawaiana, Kaumana «Mary» Kapoli, y se estableció en Lihue.
Fue nombrado sheriff de la isla de Kauai en 1854 y elegido miembro de la cámara de representantes en la legislatura del Reino de Hawái en 1855.
Inició una de las primeras plantaciones de caña de azúcar, conocida como «Grove Farm».
Durante la guerra civil estadounidense apoyó a los Estados Confederados.: 180 
Falleció el 7 de febrero de 1899.
Después de un funeral en la Catedral de Nuestra Señora de Paz de Honolulu, fue enterrado en el cementerio Oahu. Le sobrevivieron dos hijos y siete hijas.
Su hija Wilhelmina Widemann organizó el primer club de sufragio femenino en el Territorio de Hawái, en 1912. Su hijo Carl Widemann se casó con Helen Umiokalani Parker, hija de Samuel Parker, en julio de 1899.
Una calle fue nombrada en su honor en Makaha.